# Argippaioi
Die Argippaioi (Ἀργιππαῖοι, eingedeutscht Argippäer) sind ein antikes zentralasiatisches Volk, das aus Herodots Historien (4, 23) bekannt ist. 

## Herodot
„Hinter dem Fluss Tanais“ ende das skythische Land und es beginne auf einer Strecken „von fünfzehn Tagesreisen“ ein kahles, baumloses Land, das von den Sauromaten bewohnt sei.
In dem anschließenden Landstrich, dicht bewaldet, lebten laut Herodot die Budinoi. An dieses Land angeschlossen breite sich eine Wüste aus und noch weiter nördlich lebten nur noch Jägerstämme. 
Herodots Schilderungen von noch weiter nördlich und am „Fuße hoher Berge (lebenden) Menschen, welche von der Geburt an kahlköpfig sein sollen, und zwar Männer wie Frauen […]“. Er bezeichnet sie als Argippaioi. Laut Herodot haben sie „auf einem guten fetten Boden von den Bäumen gelebt“, unter denen sie wohnten und über deren Geäst sie im Winter Filz spannten, gelebt. Von den Früchten der Bäume ernährten sie sich zum Teil – eine Art Dattel, aus deren Inhalten sie u. a. in Verbindung mit Milch Nahrung herstellten. Lebensgrundlage war etwas Schafzucht und das Sammeln von Waldfrüchten. 
Herodot: „Kein Mensch tut diesen ein Leid an, denn sie gelten für heilig. Auch haben sie keine kriegerische Waffe; dabei sind sie es, welche die Streitigkeiten der Nachbarn schlichten und wer zu ihnen als Flüchtling entkommen ist, dem tut niemand etwas zuleide.“
Sie waren bei den Skythen angesehen. Die Skythen trieben mit ihnen einen regelmäßigen Handel über Dolmetscher – vielleicht waren sie die Zwischenhändler zum sibirischen Gold am Ob und Altai. Ihre Siedlungsgebiete lagen am Fuß hoher Berge, unter Bäumen, die im Winter mit Filz umhüllt wurden. Ihre Köpfe waren laut Herodot kahl, sowohl bei Männern als auch Frauen. Ihre Sprache war Herodot unbekannt.
Ihre Nachbarn waren die Arimaspen, Gold hütende Greifen sowie die Issedonen. Zu diesen Argippaioi kamen Menschen aus der weiten Region, die bis hinunter zum Borysthenes (Handelsplatz am gleichnamigen Fluss  (Dnepr)) und sogar einigen Handelszentren am Schwarzen Meer reicht und weiter westlich skythischen Besiedlungsgebiete einbezieht.
Phillips nimmt an, dass sie mit den Arimphaei des Plinius (Naturgeschichte 6, 34) identisch sind.